# Gobionellus oceanicus
O góbio-lança (Gobionellus oceanicus) é uma espécie de peixe pertencente à família Gobiidae.

## Descrição
O góbio-lança tem um corpo muito longo e fino com um nariz arredondado. A espécie tem várias estrias laterais levemente marcadas ao longo do corpo, chamadas melanóforos, que estão presentes e emparelhadas de forma variável em ambos os lados do corpo. Normalmente, as marcações são indistintas e faltam certas listras.

## Distribuição e habitat
A presença do góbio-lança já foi identificada desde o norte da Virgínia, nos Estados Unidos, até o sul do Brasil. A espécie pode ser encontrada tanto em água doce quanto em água salobra, variando em temperatura de 11° C - 29° C.